# Seguridad Social (banda)
Seguridad Social es un grupo español de rock formado en 1982 por José Manuel Casañ en Benetúser, Valencia. La banda es un referente dentro de la Movida de los 80 y del rock español.
Entre sus canciones más conocidas están Chiquilla, Comerranas y Quiero tener tu presencia. También es muy popular Acuarela (versión de Aquarela de Toquinho). A lo largo de su carrera, Seguridad Social ha evolucionado desde el punk skatalítico, de sus inicios, hasta los ritmos latinos y mediterráneos, posicionándose en un lugar destacado dentro del panorama musical español. Con
José Manuel Casañ al frente, uno de los artistas más consolidados de la música española.

## Historia

### Orígenes
Seguridad Social echó sus raíces en Benetúser, una población cercana a Valencia, donde José Manuel conoce a Santiago Serrano. A los 6 años entraron en el coro infantil del colegio, Los Pequeños Ruiseñores, gracias a un profesor que tocaba la guitarra, quien formó el grupo con los alumnos que menos mal cantaban. A José Manuel le sirvió para iniciarse encima de un escenario, sintiéndose muy cómodo en las tablas.
Años más tarde, Santiago se fue a estudiar a un instituto público y José Manuel a uno privado de una localidad cercana. A pesar de no seguir estudiando en el mismo centro, siguieron manteniendo el contacto y pudieron coincidir en más ocasiones, con un objetivo artístico. En la Semana Santa de Benetúser se organizó una representación de la ópera-rock Jesucristo Superstar, en la que Santiago Serrano hizo de Jesucristo y José Manuel de Judas. Con esta obra llegaron a realizar representaciones en poblaciones cercanas, debido a su buena acogida.
En tercero de BUP, José Manuel se puso a trabajar en el negocio familiar, un horno de pan. Trabajando de madrugada y acabando a mitad del día, compaginaba sus obligaciones laborales con sus inquietudes artísticas, buscando a alguien que le sustituyera en el horno cuando tenía un concierto. En un principio pensó en juntar de nuevo el grupo de teatro, pero cada uno había tomado un rumbo diferente. Así que, estando completamente de acuerdo con Santiago, formaron un grupo de rock. José Manuel y Santiago coincidían en gustos musicales: The Clash, The Who, Sex Pistols, The Kinks, The Jam, The Beatles, etc. Con dos personas no bastaba para montar un grupo, así que recurrieron a dos tipos de Alfafar, población cercana a Benetúser, llamados Sergio y Emilio. Ambos tocaban la guitarra. Los primeros ensayos se caracterizaban por dejar la música en un segundo plano, se interesaban más por la merienda y las cervezas que por ensayar. Era verano del ’81 y se empezaron a llamar Paranoicos.
En ese año, el Ayuntamiento de Benetúser organizó un festival con grupos locales. Paranoicos prepararon 11 temas propios para esta ocasión, poniendo letra a cuatro acordes, a excepción de una versión en castellano del All the days and all the night, de los Kinks. Por este concierto cobraron 30.000 pesetas. Fue una de las dos actuaciones que hicieron bajo este nombre.
Por causa del servicio militar, Santiago y José Manuel se vuelven a encontrar sin grupo, ya que Sergio y Emilio tuvieron que cumplirlo en estos años. Por mediación de Enrique Casañ, quien años después sería abogado de la banda, conocieron a José Antonio Cuesta, un estudiante de Filología que tocaba el bajo. En cuanto al batería del grupo, tuvieron una época en la que ensayaban cada día con uno diferente, hasta que ficharon a Toni Palmer, de L’Avió Roig. El cambio oficial de nombre de Paranoicos a Seguridad Social se hizo en mayo de ese año, en el pub Chaplin de Benetúser. En este bolo se presentaron al público canciones como: Mata a un jubilado, Sinforoso el Leproso, Mi almohada está preñada, o Eres una estúpida.
En el año 82, en Valencia predominaban los grupos tecno-pop, y Seguridad Social eran los que se salían de la norma. Causado por su estética, estaban encasillados en el estilo punk. Tras la grabación de una maqueta, con el título Konsspiración, iniciaron conversaciones con el sello independiente Dro, que en aquellos años empezaba su andadura. Fueron invitados a participar en un par de recopilatorios con otros grupos. El primero de ellos fue Punk? qué punk?, siendo grabado por José Manuel tras salir de trabajar, después de viajar de Valencia a Madrid. Al llegar al estudio se les informó que tendrían que hacer un villancico para otro disco, Navidades Radiactivas. Improvisaron algo, esa misma noche, y rápidamente les salió Tu único Fan.
Por entonces, nació en Valencia la discográfica independiente CITRA, creada por un empresario valenciano, Alfonso Olcina, que invirtió su dinero en grupos locales. Les propuso grabar un maxi con media docena de canciones, pero en ese momento José Manuel tenía que cumplir con el servicio militar. Fue destinado a un puesto no muy duro y pudo grabar el disco durante los permisos en fin de semana. Santi grabó el disco con una Gibson del estudio, y Rafa Villalba, batería que tocó en el disco, grabó con una batería acústica de los mismos estudios. José Manuel componía la música de memoria, apuntando las letras en cualquier papel. Comerranas fue la primera grabación que se realizó en los nuevos estudios de la discográfica.
El grupo tenía que seguir avanzando y el siguiente paso fue grabar el primer álbum. Contra todo lo establecido, el debut se grabó en directo, el 25 de noviembre, con un público que no superó los 50 espectadores.

#### Festival de Benidorm
En 1985, el Festival de Benidorm decidió destinar el concurso a grupos de pop y rock nacionales. Los participantes debían pasar varias fases, primero se seleccionaban por comunidades autónomas, Seguridad Social ganó en la Comunidad Valenciana. La segunda fase consistía en un concurso de maquetas entre los 17 participantes, el grupo presentó Comerranas y No es fácil ser Dios, colocándose en primera posición de los 6 grupos que continuaban en el concurso. Para acceder a la final, un jurado tenía que decidir cuál eran los tres finalistas, Seguridad Social fue uno de ellos. La gran final se celebró en la plaza de toros de Benidorm; el grupo abrió la noche y la cerró el artista invitado para la ocasión, Joe Cocker. A pesar de que quedaron en un segundo puesto, hubo contactos con WEA y EMI para ficharlos.
Tras la decepción de no ganar el festival, y gracias al trampolín que supuso, tuvieron un verano lleno de actuaciones, algo poco habitual en una banda que empieza. A pesar de esto, se estancaron. Era el momento de empezar a pensar en el siguiente trabajo discográfico.

### Primeros trabajos de estudio
El grupo añadió un segundo guitarrista, Cristóbal Perpinyá. Siendo cinco miembros continuaron haciendo actuaciones. En una de ellas, en una discoteca de Almansa, Santi y Cristóbal se alternaban el protagonismo, ofreciendo una pelea poco amistosa de solos de guitarra. Esto provocó que Santi dejara el grupo, volviendo a ser un cuarteto.
El nuevo disco de Seguridad Social tenía todos los temas compuestos por Casañ y Serrano. La compañía decidió dividir el trabajo en dos, sacando primero un mini-LP llamado Solo para locos. Más tarde salió el resto de temas con el título Seguridad Social.
Ya en 1986, las apariciones del grupo no fueron muchas. Los mánager que tenían no se centraban en el grupo y la mayoría de las veces andaban sin esta figura. Las pocas actuaciones que tenían eran debidas a la buena reputación que tenían en la zona.
Al no tener un número importante de actuaciones, dedicaron todo el tiempo a ensayar y a preparar nuevas canciones. Se adentraron en nuevos estilos, alejándose del punk. Entraron a grabar el nuevo trabajo en los estudios Bali, de Vall d’Uixò (Castellón), gracias a un modesto sello llamado Xiu Xiu. En pleno proceso de grabación, apareció Miguel Jiménez, que tenía su propia tienda de discos de importación. Tras una reunión con José Manuel en un bar, empezó a trabajar para el grupo como mánager. Este disco fue bautizado como La explosión de los pastelitos de merengue, alzándose como primer sencillo El tuerto es el rey.
Con un nuevo mánager que se dedicaba al grupo, y que trataba de que el grupo evolucionara, empezaron a salir de la Comunidad Valenciana, el rock no era el estilo que predominaba en su tierra natal. Las primeras actuaciones en Madrid fueron en sitios como el Templo del Gato o Rockola. Los espectadores se pensaban que eran un grupo vasco, por la indumentaria que llevaban y el estilo de música que hacían. 

### Vino, tabaco y caramelos(1988)
Para el nuevo trabajo de estudio, decidieron contar con el productor, también valenciano, Vicente Sabater. Buscando alguna novedad para el disco, José Manuel pensó en Bruno Lomas, a quien seguía desde hacía años. Todo el grupo estuvo de acuerdo. A pesar de la diferencia de generaciones que había entre Lomas y el grupo, encajaron a la perfección, todos querían probar cosas nuevas. Para esta colaboración no hubo ensayos, se improvisó la canción a dos voces y en dos tomas quedó finalizada la grabación. El tema era Todo por el aire, del que iba a ser su trabajo Vino, tabaco y caramelos. 
Al no encontrar una compañía discográfica que les lanzara al mercado el disco, decidieron producirse un maxi con dos canciones: Que te voy a dar y Camisa de once varas. La decisión fue acertada, proporcionó ventas y actuaciones al grupo mientras llegaba la salida del disco. El videoclip de Que te voy a dar fue dirigido por Tono Errando, se rodó en el barrio del Carmen, haciendo de figurantes los hermanos de José Manuel y amigos de la banda. El vídeo tuvo gran repercusión en televisión, en la crítica también tendría una gran aceptación, cosechando varios premios en festivales nacionales e internacionales. El sello Fábrica Magnética se encargó de la distribución del álbum, quienes organizaron una gira por escenarios de Málaga, Marbella, Barcelona, Valencia y Madrid. Durante una actuación en Madrid, fueron visitados por representantes de discográficas como: Virgin, Polygram, CBS y GASA. Finalmente, ficharon por GASA, que compraron las dos mil o tres mil copias que quedaban del Vino, tabaco y caramelos.
La canción Todo por el aire no fue el final de la relación con Bruno Lomas; solo fue el principio. En torno al 750 aniversario del Reino de Valencia, se organizaron varias actuaciones conjuntas entre los artistas. Mezclaron en directo temas de Seguridad Social y clásicos del rock and roll. En febrero del 89, Seguridad Social actuó en TVE junto a Bruno Lomas, interpretando Todo por el aire. Esta fue la última ocasión en la que coincidieron con el roquero español, ya que falleció a los pocos meses en accidente de tráfico.

### Introglicerina(1990)
Con un camino que se acercaba al heavy-punk, en diciembre de 1989 tenían preparada la maqueta del que sería su siguiente trabajo de estudio. Al mes siguiente se encerraron en los estudios Tabalet, en Alboraya, con Andy Wallace como productor. Al grupo le pareció que el disco fue el más compacto de todos, Wallace había dejado fuera las canciones que menos encajaban en el estilo que le querían dar al disco. 
El disco salió a la venta el 19 de marzo de 1990, y Seguridad Social salió de gira al mes siguiente, cuando empezaron a aflorar las diferencias creativas entre los miembros del grupo. José Manuel se adentró en la literatura espiritual, lo que influyó en lo personal y en lo artístico. Empezaron a darse cuenta de que cada miembro del grupo debía seguir por su camino. José Manuel planteó una serie de cambios para la banda que no tuvieron buena aceptación, una de ellas era abandonar los toques anglosajones que predominaban en los discos anteriores, buscando influencias de otros estilos de música.
Entre todos los “tira y afloja” nadie hizo mucho ruido al abandonar el grupo, continuaron juntos hasta acabar la gira de presentación de Introglicerina. El disco se editó Francia con ventas similares a las españolas, por lo que hicieron una serie de conciertos en París, en octubre de 1990, antes del abandono de los músicos de la banda, quedando José Manuel al frente.

### Que no se extinga la llama(1991)
El final de 1990 se presentó con el reto de rehacer la banda. José Manuel y Miguel Jiménez buscaron músicos que acompañaran el nuevo rumbo de Seguridad Social. Rafa Villalba, que ya había estado en el grupo hasta 1985, volvió a hacerse cargo de la batería. Miguel Ángel Casany fue reclutado para la guitarra, y quien presentó a Emilio, el más joven de todos, como bajista. El objetivo era claro, mezclar: rock, rumba y todo lo que fuera posible.
José Manuel, que paraba de trabajar si se le ocurría alguna canción para escribirla, acabó dejando su trabajo en el horno familiar y para dedicarse por completo al grupo. De la maqueta anterior tenían cuatro canciones, una de ellas Que no se extinga la llama! Grabaron una segunda maqueta antes de entrar en el estudio, en la que ya estaba Chiquilla, compuesta por José Manuel en 15 minutos. En los anteriores trabajos, se tuvo como base el Rock británico. Con Chiquilla se “nacionalizó” ese rock que venía haciendo Seguridad Social, gracias a la fusión de estilos españoles.
A principios de 1991 entraron a grabar en los estudios AC, con Vicente Sabater como productor, quien ya estuvo produciendo el disco Vino, tabaco y caramelos. Con la grabación del disco ya en marcha, se dieron cuenta de que Miguel Ángel no era el guitarrista que necesitaban, era muy bueno pero no el que requerían. Entró en escena Alberto Tarín, conocido de Rafa desde el conservatorio. En el disco, el 75 % es rock, como podemos observar en Chiquilla. Destaca la fusión de Ay Tenochtitlán!, que relata la conquista de América y la declaración de intenciones que es Reggae Conexión.
Que no se extinga la llama! salió al mercado el 23 de abril de 1991, iniciando una gira de presentación por diez ciudades de la geografía española. Fue el momento de cruzar el charco para participar en el New Music Seminar, de Nueva York, junto a grupos como Héroes del Silencio. 
Al volver a España, el videoclip de Chiquilla se emitía en la MTV y se colocaba en el primer puesto de las listas. En octubre, Que no se extinga la llama! era ya disco de oro, y se había editado también en Francia. Como consecuencia, vino una gira, sin descanso, durante año y medio. También visitaron Francia y Suiza, en 20 ocasiones, presentando el disco. La gira en España llevó un ritmo frenético, actuado en la Expo de Sevilla, ante 10 000 personas, y en la Alameda de Valencia, donde se estima que había 250.000 asistentes. Decidieron parar en octubre, ante el cansancio general de dar tantos conciertos como en el resto de su carrera anterior.

### Furia latina(1993)
Al viajar tanto durante la gira de presentación del Que no se extinga la llama, José Manuel tenía material de sobra para un nuevo disco. Llegaron a probar las canciones en todos los ritmos, y estilos, por los que sentían debilidad: jazz, blues, bossa, reggae, etc.
El productor encargado del nuevo disco sería K.C. Porter, a quien conocieron José Manuel y Miguel en uno de los viajes a Los Ángeles. Porter había trabajado con Sting, Bon Jovi, Scorpions o Santana. El disco se grabó en los estudios Ocean Way.
Antes de encerrarse en el estudio de grabación de California, probaron varias de las canciones en directo, en un festival de Valencia. Ahí es donde probaron, por primera vez en directo, la versión reggae del Wish you were here, de Pink Floyd. Era una canción que encantaba a todo el grupo, habitual en las pruebas de sonido previas a los conciertos. Al grabarla, decidieron darle un toque reggae que agradaba a todos los miembros del grupo. Fue la primera versión que se hizo de una canción de Pink Floyd de este estilo. Hasta el momento, es la única canción que Seguridad Social ha grabado en inglés, el resto de versiones se han traducido al español.
A la vez que grababan el disco, para romper con la monotonía de la grabación, decidieron dar un par de actuaciones en locales de Los Ángeles. También se subieron al escenario de la convención Radio y Música de la capital, antes profesionales del mundo discográfico.
El disco está repleto de fusiones de estilos. El merengue aparece en Quiero tener tu presencia, cuyo videoclip de esta canción se rodó en Santo Domingo. El Viajero tiene la salsa como predominante. Mi niña y Aceituna tienen el flamenco muy marcado. Durante la gira de presentación del disco, volvieron a Valencia para una actuación en la Gala CIRCOM, fue el 5 de junio de 1992. Coincidieron con Peret y pasaron más de 2 horas de conversación, compartiendo carajillos. Al día siguiente, por la mañana, José Manuel se puso a escribir y salió Mi rumba tarumba.
El diseño del toro, de la portada, es un trabajo de Paco Bascuñán. Es un diseñador valenciano que ha colaborado en otras ocasiones, incluida la doble portada del Compromiso... de amor.

### Compromiso... de amor(1994)
El siguiente trabajo discográfico de Seguridad Social llegó en forma de doble álbum en directo, editado como dos discos sencillos, Compromiso... y ...de amor, en el que hacen un repaso a los años de carrera entre 1982 y 1995. Se grabó durante la gira de 1994, en 5 conciertos de ciudades como: Sant Boi, Valencia, Madrid o Salamanca. Eligieron las mejores interpretaciones. Estos conciertos duraban casi 3 horas y el repertorio era de lo más extenso. Las actuaciones para grabar el disco fueron muy exigentes para todos, ya que las canciones del grupo no son nada relajadas. Fue mezclado en Los Ángeles por Steve Sykes, y producido por K.C. Porter.
Incluyeron canciones de los últimos discos además de sus primeros éxitos. Había muchas canciones que se encontraban en discos descatalogados y fueron rescatadas para la selección del disco. También destacan versiones de canciones conocidas como Oye como va, de Tito Puente, popularizada por Carlos Santana; y María Manuela, de Luis de Córdoba, donde se aprecia la influencia del flamenco y el sonido más roquero de Seguridad Social.
En la introducción del último corte del disco ...de amor, Chiquilla, estaba incluida una versión del Concierto de Aranjuez, de Joaquín Rodrigo. Se vieron obligados a retirar el disco de las tiendas y eliminar ese trozo en ediciones posteriores, al no contar con los permisos legales, lo que no evitó que en los directos siguiera sonando durante un tiempo.
En 1995 lanzan en el mercado latinoamericano un recopilatorio con sus grandes canciones, titulado Un beso y una flor, en el que se incluye una versión de la canción que interpretó en su día su coterráneo Nino Bravo. Este recopilatorio llegó a ser número uno en Puerto Rico. Fue la última grabación de Alberto Tarín antes de dejar el grupo.

### En la boca del volcán(1997)
1997 se presenta con la entrada de Arístides Abreu en sustitución de Alberto Tarín en la guitarra. Al no contar con Tarín, el disco fue elaborado por Emilio, Rafa y José Manuel. En la boca del volcán, se grabó en los estudios A&M Records de Los Ángeles, en el mes de abril (exceptuando las canciones Salta! y Un beso y una flor, grabadas por Vicente Sabater en los A.C.Studis, en Valencia). El ingeniero de sonido fue Benny Faccone, colaborador de Carlos Santana y Maná. La mezcla del disco la llevó a cabo Steve Sykes en los estudios Enterprise de Los Ángeles. Tuvieron la oportunidad de colaborar con Vico C., con quien grabaron una versión diferente de Un beso y una flor, más latina que la inicial. En este disco, estando en pleno cambio de guitarrista, utilizaron arreglos de metales para completar el sonido. 
Además de las versiones mencionadas, destaca la canción Nocturno Andino, la única canción instrumental de Seguridad Social en toda su discografía.

### Camino vertical(1999)
Dos años después, en junio de 1999, vuelven a encerrarse en el estudio y sacan Camino vertical. En este trabajo vuelven al rock en estado puro, después del disco con más fusión de su carrera, En la boca del volcán. Arístides Abreu ya estaba más que integrado en el grupo y se notó en el sonido compacto de la banda.
El disco se grabó en Málaga, en un estudio localizado en la serranía de Ronda, llamado El Cortijo. Fue producido por Steve Sykes y mezclado en Los Ángeles. La grabación resultó ser muy tranquila, dado el lugar de trabajo, a diez minutos de la playa.
Entre las canciones de este disco, destaca El ritmo del corazón, habitual en los conciertos del grupo. También encontramos canciones con referencias a cuentos populares, como: El oro de la gallina de los huevos o Botas de siete leguas, trasladando el mensaje a la actualidad.

### Va por ti(2000)
Va por ti fue un alto en el camino, para homenajear a su amigo Bruno Lomas, fallecido 10 años atrás. Grabado en marzo del 2000, en este trabajo recogen 12 canciones de su discografía. Tanto versiones de Los Milos, Los Top-Son, Bruno Lomas y los Rockeros, como canciones propias (Eres mi chica soñada y Codo con codo), además del dueto en Todo por el aire del disco Vino, tabaco y caramelos. Para dar un nuevo aire a la canción Ven sin temor, contaron con la voz de Raquel Piñango para complementar la de José Manuel.
En este trabajo volvieron a contar con Steve Sykes para la producción, y repitieron en el mismo estudio de grabación que Camino vertical, El Cortijo (Málaga). Este trabajo fue el último en el que coincidieron la formación que hasta ahora había formado Seguridad Social: José Manuel, Aristides y Rafa.
José Manuel admiraba a Bruno Lomas (Emilio Baldoví) desde que tenía 8 o 9 años, quisieron plasmarlo en este disco de homenaje.

### Grandes éxitos. Gracias por las molestias(2002)
Para celebrar los 20 años de carrera editan Gracias por las molestias, un disco recopilatorio en el que se incluyen 18 grandes éxitos y 2 temas inéditos. También incorporan un DVD con todos los videoclips.
Los temas nuevos son Muchachachá, en la que el grupo se vuelve a mezclar los ritmos latinos y el rock, destacando el solo de guitarra de Arístides en esta canción. No voy de farol se adentra en el rap, como ya lo hicieran en Que te voy a dar! En esta etapa pasan a formar parte de la banda Rafa Montañana y Javi Vela, baterista y bajista respectivamente
La portada de este recopilatorio, rescata el diseño del toro, obra de Paco Bascuñán, con un collage de la silueta del Furia Latina.

### Otros mares(2003)

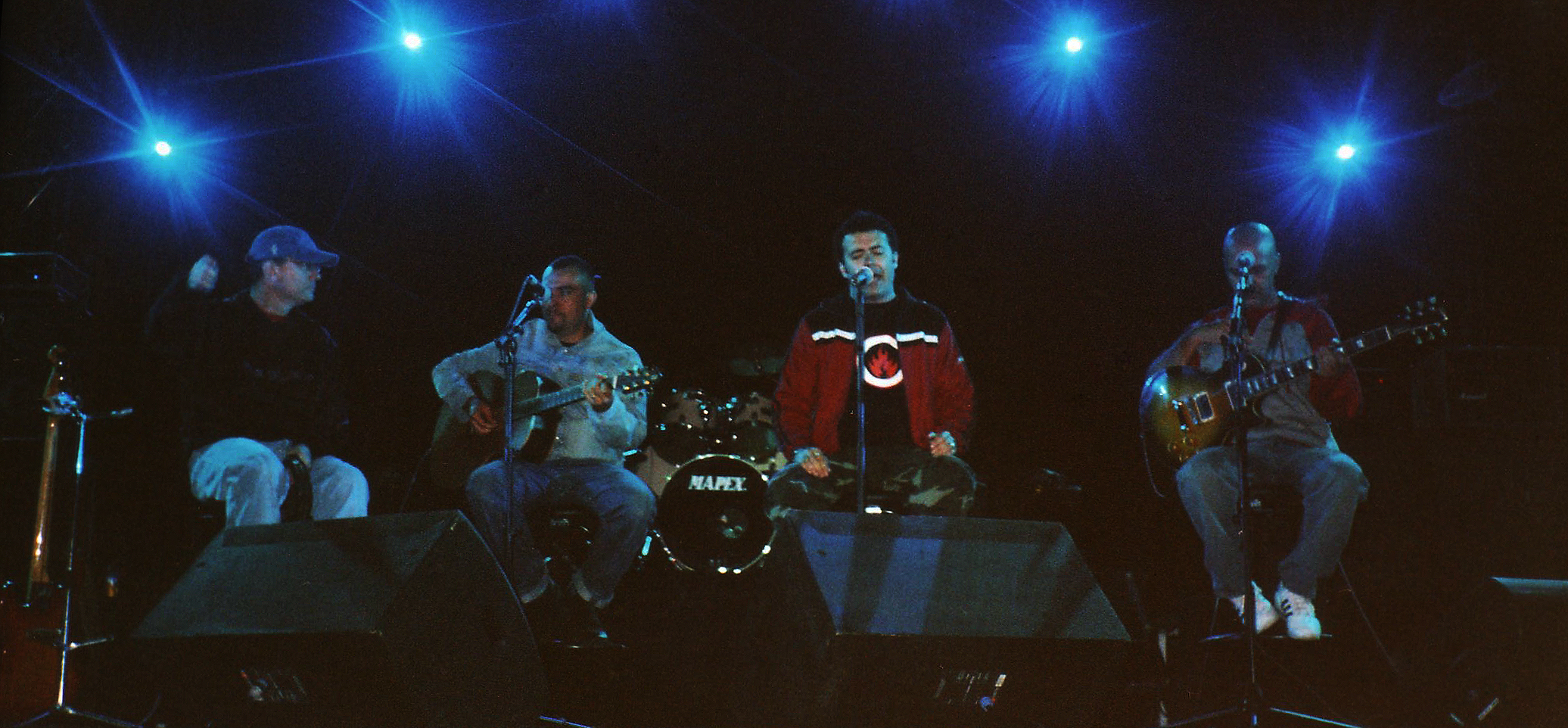
Seguridad Social, en concierto (Burgos, 2003)

El disco Otros mares, fue grabado entre noviembre del 2002 y marzo del 2003, en los A.C. Studis (Valencia), producido por Vicente Sabater (lleva el título de una canción no incluida en ningún disco, hasta el posterior El mundo al día en 80 vueltas, Mar de fondo). Seguridad Social se presentaron en este trabajo más naturales, profundizado en las raíces del Mediterráneo. Tanto que el videoclip de Esto no es otra canción de amor desesperado está rodado en la playa de El Saler.
Está definido como un disco de transición, con algo de su pasado y de su futuro, pero que se nota que están evolucionando hacia algo novedoso, el Rock Mediterráneo. Se adentran en sonidos de Grecia, Turquía, Italia, etc., del folclore Mediterráneo, fusionándolo con las guitarras duras de toda la vida.
La canción Calavera está definida como una continuación de Chiquilla, tanto en lo musical como en el mensaje. En lo musical tiene las mismas características y los mismos instrumentos, además de los del Mediterráneo que dan un paso adelante. En el mensaje, Chiquilla se refiere a un amor platónico que quieres conseguir, mientras que en Calavera ese amor ya lo tienes y lo que no quieres es perderlo.

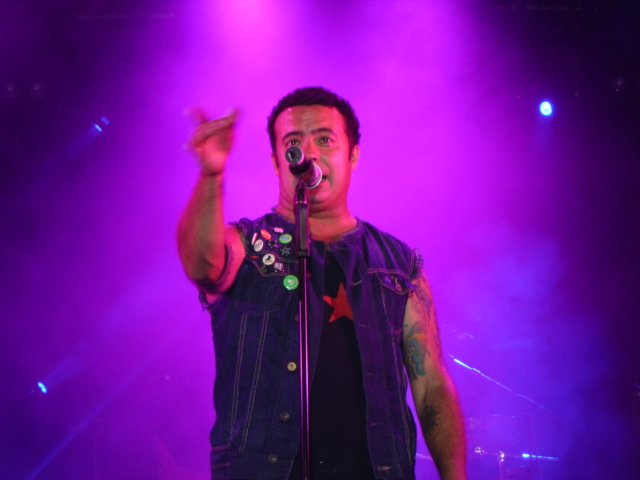
Concierto en Villarcayo (Burgos), el 24 de julio de 2006

### Puerto escondido(2005)
En el año 2005, presentaron Puerto escondido, producido por Nacho Manó, y grabado en los estudios PKO (Madrid). Como adelanto de este disco se presentó la versión El mundo de Jimmy Fontana, con motivo de la campaña publicitaria de Seguros Santa Lucía, que empleaba la canción en el spot. 
El primer sencillo fue A tontas y a lokas, que también se utilixó para otro anuncio, en este caso del refresco Kas. Además, coincidió en el tiempo con otra campaña de Fuerzas Armadas Españolas en la que se podía distinguir en su anuncio, para cine y televisión, la canción Quiero tener tu presencia.
Además de la citada A tontas y a lokas, en este disco se incluyen un par de canciones que siguen teniendo su hueco en los directos del grupo: Desafinado y La máquina gurú. La canción Soc Mediterrani, que cierra el disco, es la primera canción editada en un disco de Seguridad Social con letra en Valenciano.

### 25 años de Rock & Roll(2007)
Con motivo del 25 aniversario de la banda, salió a la venta "25 años de Rock & Roll", el 13 de marzo de 2007. Un doble CD + DVD con dos canciones inéditas ("A toro pasao" y la versión de "El sabio" de Peret") y Quiero tener tu presencia mediterraneizada, junto con todas las grandes canciones de Seguridad Social. También incluyen todos los videoclips y actuaciones en programas de televisión de TVE.

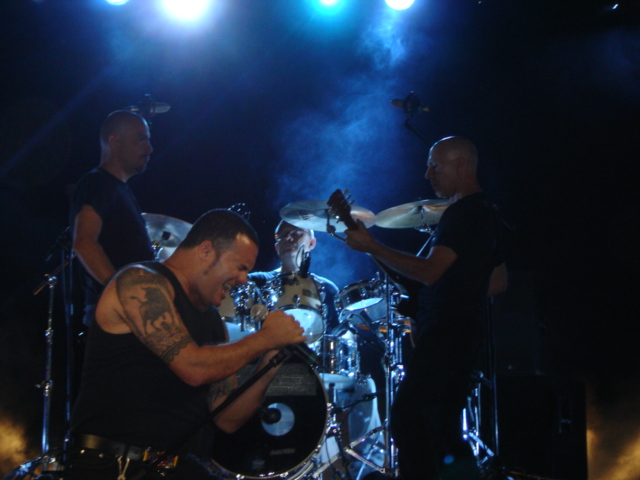
Seguridad Social, en directo (Ezcaray, 2008)

### Clásicos del futuro(2009)
Dos años más tarde, en 2009, pretendiendo quitarse la presión y la responsabilidad que supone sacar canciones propias, con la única intención de divertirse, editan Clásicos del futuro. Es un doble CD de versiones: en el primer disco aparecían adaptaciones de: Led Zeppelin, Dolores Vargas o Umberto Tozzi; mientras que en el segundo se encontraban todas las versiones que han hecho a lo largo de su carrera. La producción de este álbum fue llevada a cabo por José Manuel y Mike Mariconda. Decidieron que el sonido de este trabajo necesitaba un sonido más contundente y se mezcló en un estudio completamente analógico, Circo Perrotti, de Gijón, aunque se grabó en los Xuquer Estudis (Valencia).
En un principio, este disco se iba a llamar Di-versiones, pero finalmente se quedó con el definitivo Clásicos del futuro. 
En A Chi li pú cuentan con la colaboración de Raimundo Amador en las guitarras españolas. Cabe destacar que, con 6 años, José Manuel ya había interpretado Achilipú en el coro del colegio, canción que abre este disco. Buscando versiones que hacer, un conocido le mencionó esta canción y fue una de las versiones más claras que tuvo. Sábado a la noche, de Morís, había sido interpretada en numerosos conciertos, antes de que apareciera en este disco.

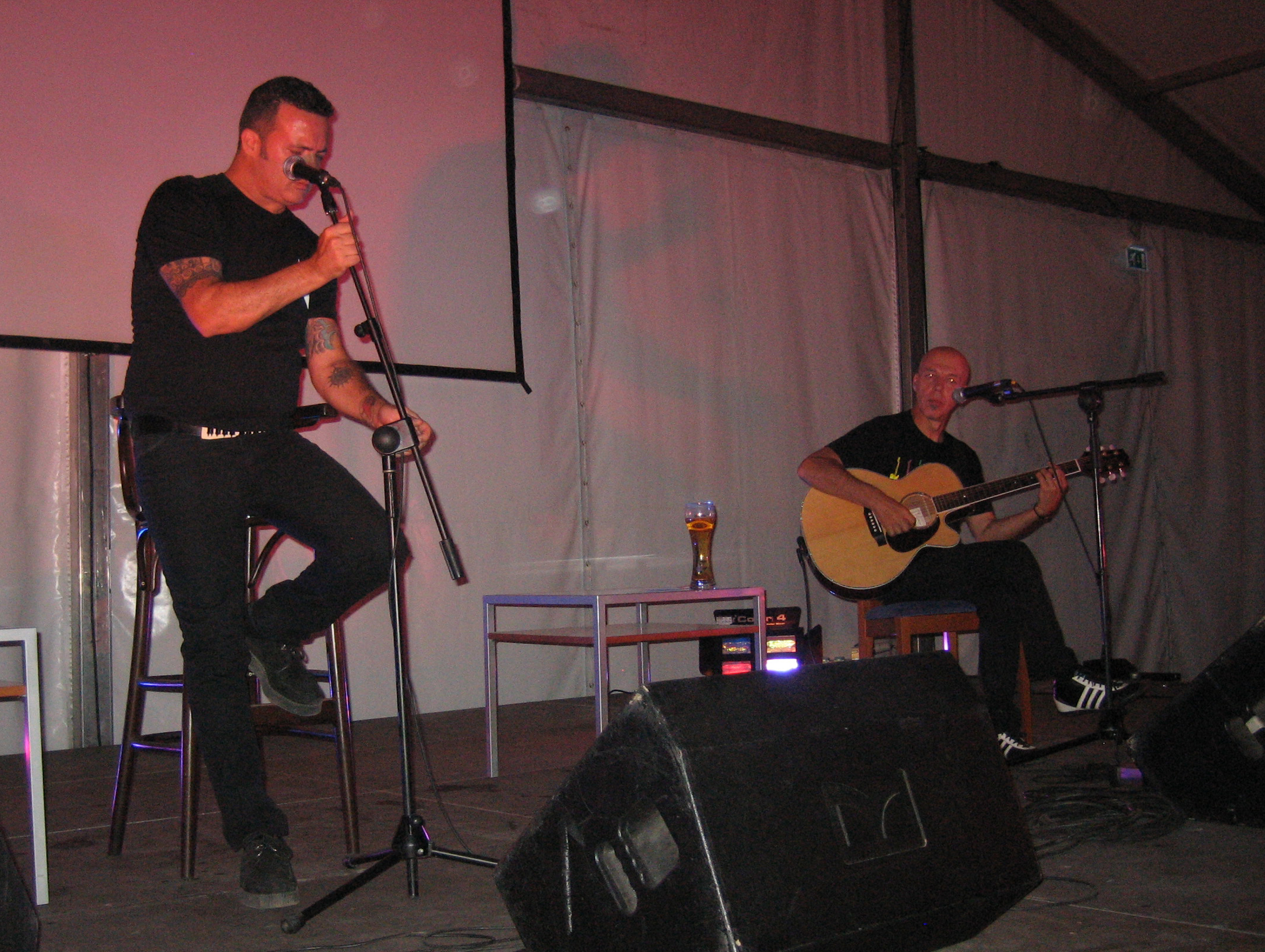
Gira Canciones desnudas (Burgos, 2012)

### El mundo al día en 80 Vueltas(2011)
El 12 de julio de 2011 salió al mercado el nuevo disco de Seguridad Social llamado El mundo al día en 80 vueltas, con Poco que me das como sencillo de presentación. A pesar de que lo primero que se viene a la cabeza al escuchar el título del disco, es La vuelta al mundo en 80 días, de Julio Verne, también está influido en el libro de Julio Cortázar La vuelta al día en 80 mundos. Basado en los cambios (sociales) del momento, en países árabes y en Europa.
Este álbum está grabado en los estudios Xuquer, en Valencia (2010/2011). Es un disco muy elaborado, ya que desde el anterior disco de canciones propias (Puerto Escondido) pasaron 4 años, y el disco anterior fue de versiones (Clásicos del futuro). El número de temas compuestos para este disco fueron 30, aproximadamente, de los que se eligieron las 10 mejores canciones, siempre en armonía con la conceptualización del disco. Sin dejar de lado las guitarras duras de siempre, se incorporaron más elementos al sonido de Seguridad social. En El mundo al día en 80 vueltas, se pueden apreciar sonidos más acústicos que completan un nuevo camino en la discografía del grupo.
Para este trabajo, buscan entre sus orígenes y la experiencia que otorga toda su carrera. Los aciertos sirven para afianzar el amplio concepto sonoro de la banda y los errores para poner a prueba sus fuerzas y objetivos. Vuelven a contar con Rafa Villalba, Alberto Tarín y Emilio, junto a sus actuales músicos Arístides Abreu y Javi Vela. Incluso la producción del disco ha corrido a cargo del propio Rafa Villalba y Dani Rayos. El objetivo fue centrarse en lo básico, capturar la fuerza y la coherencia junto a buenas melodías. Guitarras afiladas y veloces, un ritmo tan contagioso como contundente y el desparpajo marca de la casa bastan para dejar constancia de que no por sencilla la fórmula está al alcance de todo el mundo. El disco empieza con una ruptura con lo anterior, Mar de fondo, y termina con el optimismo de Otro mundo es posible.
El disco se presentó de dos formas. Por un lado se realizaron los conciertos habituales en grandes recintos; también se organizó la gira Canciones desnudas, donde se interpretaban las canciones en formato acústico.

### Un millón de discos vendidos
El 22 de febrero de 2012, en el Hard Rock Café de Madrid, se entregó una placa conmemorativa por el millón de discos vendidos a lo largo de toda su trayectoria. El evento fue muy exclusivo, ya que solamente se pusieron a la venta 50 entradas, estuvo presentado por Toni Garrido. Este acontecimiento sirvió de presentación, no solo de la gira de su 30 aniversario, también se estrenó el sencillo Mar de fondo.

### ...por siempre jamás(2013)

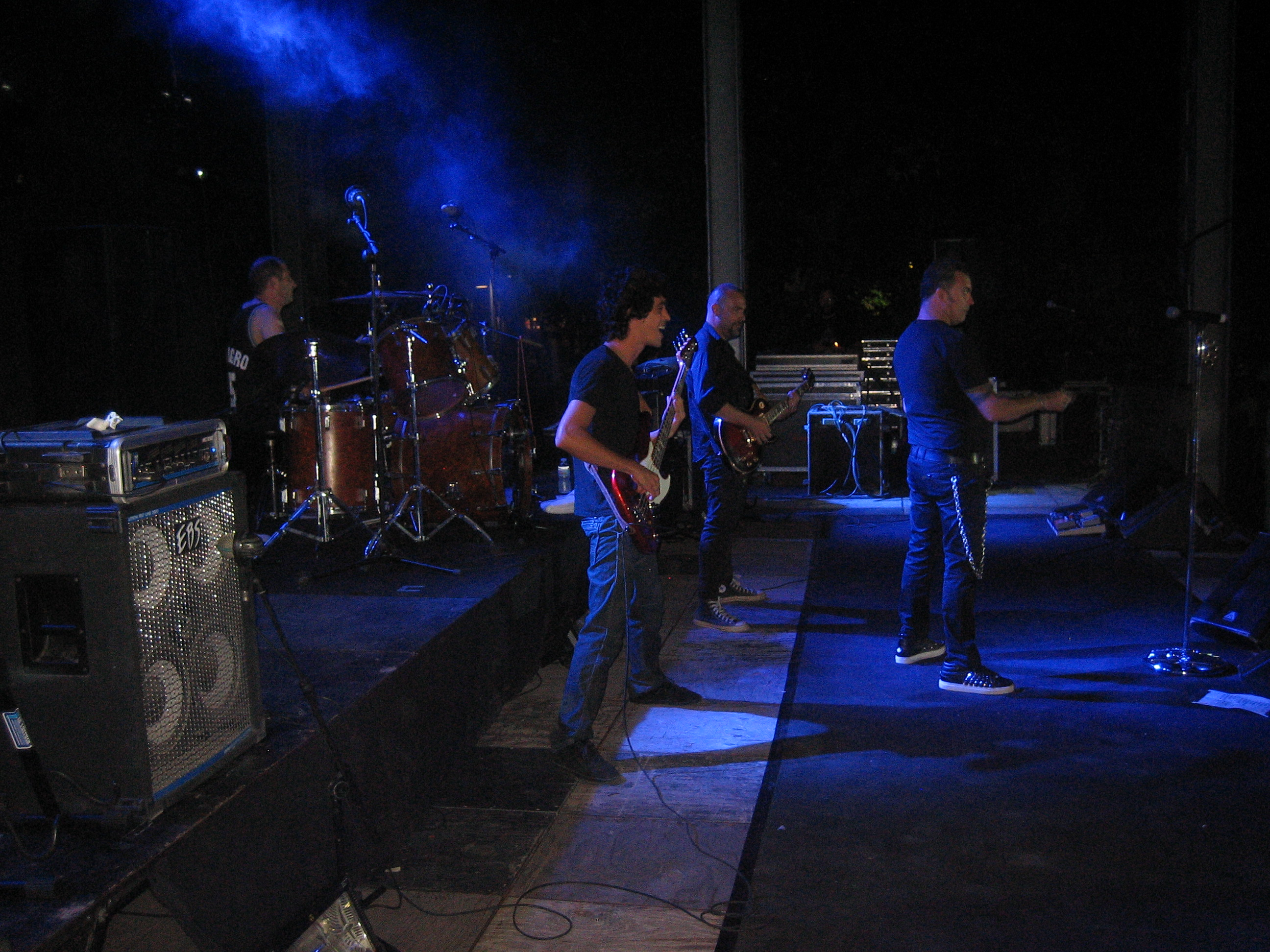
Concierto de Seguridad Social (Palencia, 2014)

El disco salió a la venta el 15 de octubre de 2013. La idea del concierto acústico para celebrar el 30.º aniversario fue con la intención de hacer algo tan cercano al público, como invitar a todos a casa y festejar el cumpleaños de la banda. El concepto es el de una fiesta acústica improvisada, con: guitarra, cajón, bajo y amigos. Las canciones suenan con muy pocos arreglos, como se crearon en un principio.
Seguridad Social tiene alrededor de 300 canciones en toda la carrera, se seleccionaron los temas que el público quería. Se utilizaron las redes sociales para elegir las canciones, preguntando a los seguidores. De ahí salieron las 15 que se pueden escuchar en el disco y ver en el DVD.
Se grabó el 16 de mayo de 2013 en el Auditorio Provincial de Alicante. Los artistas invitados en este disco en directo fueron: Raúl Pulido, en Condenado a vivir; Carlos Tarque, con No verte más; Javier Ojeda y Juan Blas Becerra, en Sólo tú (eres mi pasión); Carlos Segarra, con Acción; Sole Giménez, en Un beso y una flor, y más artistas que no pudieron estar. La organización del evento no fue sencilla, nada que ver con otros discos de colaboraciones de estudio, en los que hay más margen. Para hacer coincidir todas las colaboraciones en directo hubo que cuadrar muchas fechas. Aun con todos los esfuerzos hay amigos del grupo que no pudieron asistir. Enrique Bunbury, que interviene en Chiquilla con Raimundo Amador, estaba en Los Ángeles grabando el disco Palosanto. Carlos Goñi tuvo un percance en un escenario, no se pudo recuperar para el día del concierto y se grabó Camisa de once varas en su casa. Además de los argentinos Estelares y los mexicanos Panóptica Orchestra que aportan su colaboración en Mi rumba tarumba y Quiero tener tu presencia, respectivamente.
La portada del disco es una imagen del concierto de Águilas (Murcia). La ilustración central interior está hecha por Paco Roca, las fotografías son de Domingo J. Casas entre las que hay instantáneas de la carrera de la banda y del concierto en directo.
Con este disco cerró un círculo, el de los 30 años encima de los escenarios. Puede considerarse: un punto y seguido, un punto y aparte y un punto de inflexión. El siguiente trabajo de Seguridad Social iba a ser algo diferente a lo que se ha visto hasta ahora.

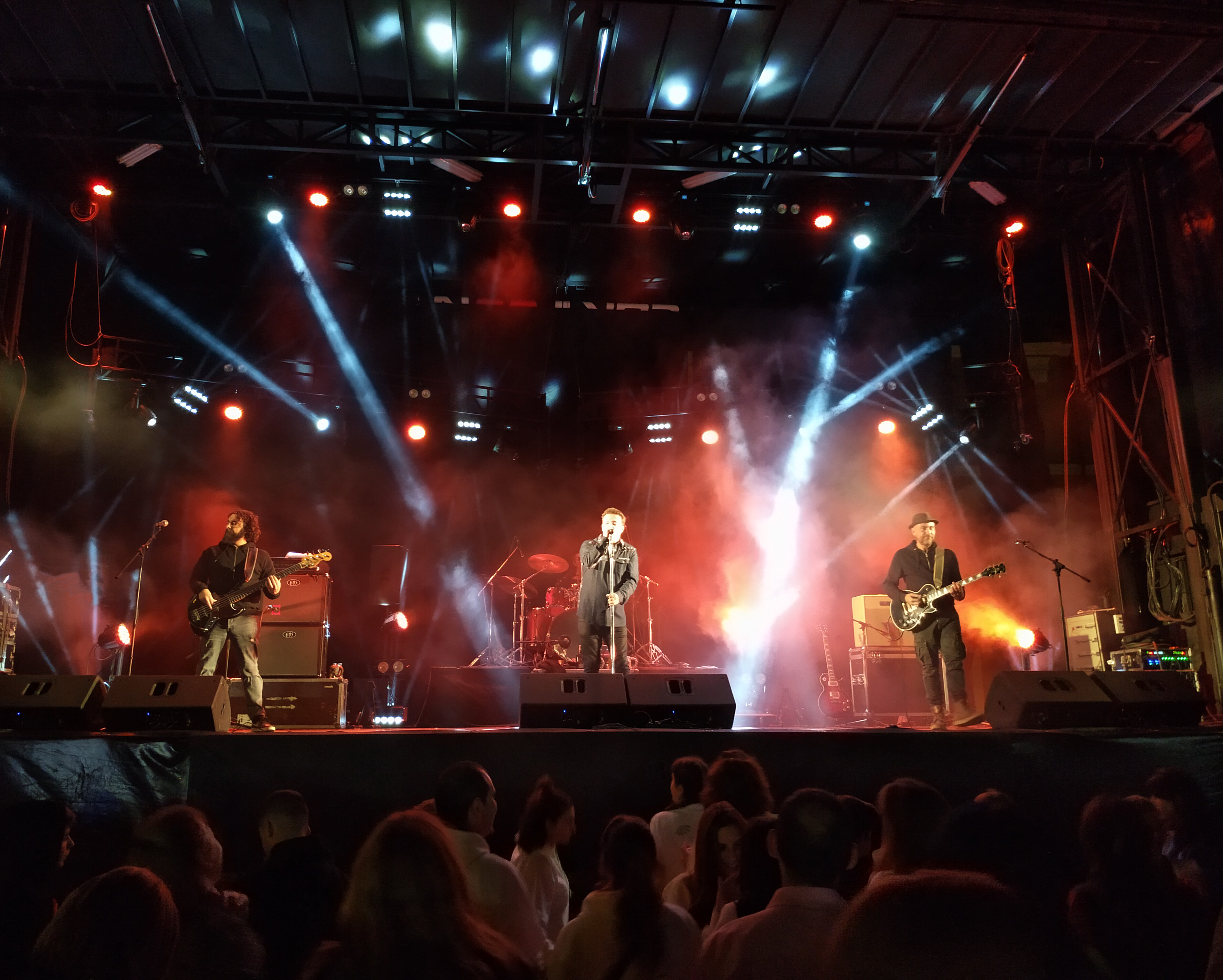
Concierto de Seguridad Social, en Paredes de Nava (2019)

### La encrucijada(2017)
A finales de noviembre del 2017 salió a la venta el nuevo trabajo de Seguridad Social. Hasta la fecha, habían sacado: discos de estudio, recopilatorios (con y sin DVD) y directos. Esta vez se trata de un libro-disco, en el que Paco Roca y José Manuel Casañ plasman horas de conversaciones, inspirándose uno a otro. Durante 4 años estuvieron quedando, una o dos veces al mes, a comer en el mismo restaurante, teniendo largas sobremesas de las que salió este proyecto.
El libro ilustra parte de las conversaciones mantenidas durante los últimos 4 años entre Paco y José Manuel, momentos de la grabación del disco y las historias que evocan las canciones del disco. En el CD se encuentran 11 canciones inéditas. Recorren la historia de la música del siglo XX, desde las primeras percusiones africanas hasta el Reggae, pasando por el blues, el rock o la rumba.  Para abordar tantos estilos cuentan con varios artistas entre los que se encuentra Ramón Arroyo, de Los Secretos. Al principio estaba pensada para publicar únicamente las canciones y los relatos que inspiran pero se acabaron incluyendo, entre cada canción, parte de las conversaciones que mantuvieron durante el periodo de creación.
El nombre "La encrucijada" nace del trabajo que cuesta combinar dos mundos tan diferentes (música y cómic), que tienen mucho común y se pueden complementar. Una de las diferencias que quedan reflejadas en este trabajo es que el cómic un trabajo solitario en el que no se pueden compartir las dudas, al contrario que en una banda de rock. Tanto Paco como José Manuel siguen procesos creativos diferentes, pero siempre estando alerta para percibir cualquier estímulo que pueda quedar bien plasmado en su trabajo. Las historias de "La encrucijada" tienen como inspiración la realidad, contando con el trabajo de investigación que conlleva adentrarse en cada estilo. Ambos coinciden en que, para vivir de la creatividad, es imprescindible trabajo e ilusión, y que de ahí se obtiene la recompensa.

### Introglicerina (2022)
Con motivo del 32 aniversario de la salida al mercado del disco Introglicerina, los cuatro miembros de la banda (José Manuel Casañ, Cristobal Perpiñá, Julián Nemesio y Emilio Doceda) que grabaron el disco se juntaron de nuevo. El resultado de la reunión fueron dos conciertos en la sala 16 Toneladas, los días 28 y 29 de enero de 2022, agotando las entradas en ambos conciertos. Para dar un toque nostálgico al concierto, los precios de las entradas se publicaron en pesetas. Entre las canciones que sonaron se encuentran: Que te voy a dar, No es fácil ser Dios, Soy un salmón o Condenado a vivir. 
Semanas más tarde se cerró un tercer concierto, fijándose la fecha para el 12 de febrero, en la sala Paberse Club. Al agotarse las entradas, y ante la demanda de tickets, se programó una segunda fecha en el mismo local, para el 2 de abril. 
El 19 de febrero de ese mismo año, la reunión de la banda se trasladó a Madrid para un concierto en la Gruta 77. Un mes después (19 de marzo), en Castellón, se celebró el concierto reunión en Salatal Club.
En todos los conciertos tuvieron de teloneros a Los Radiadores, además de Star Mafia en el concierto de Madrid.

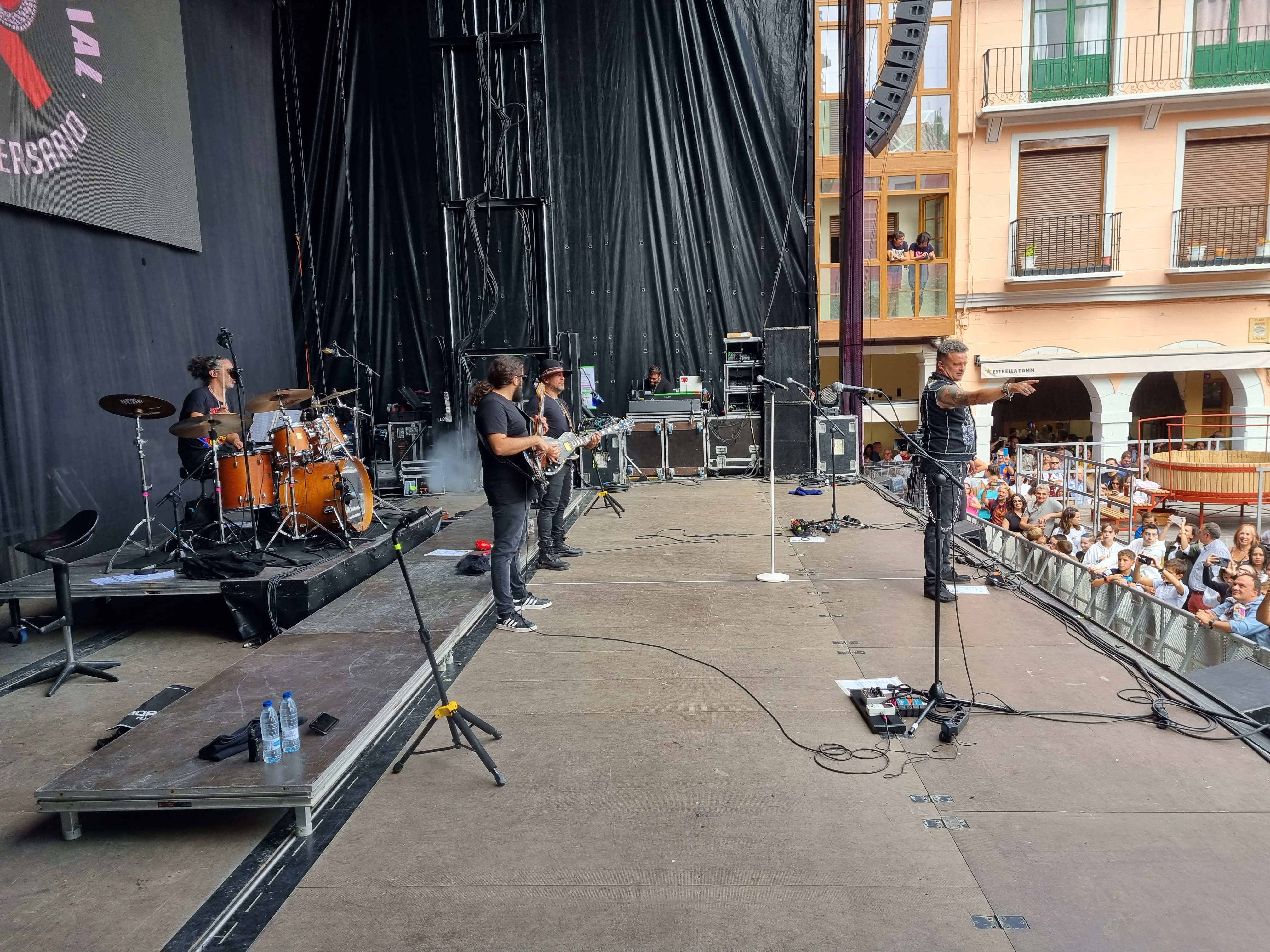
Concierto de Seguridad Social, en Aranda de Duero (2022)

### 40 aniversario
Durante el año 2022 la banda se embarca una gira que les lleva a actuar en conciertos y festivales, además de un crucero por el Mediterráneo. Presentan un repertorio de canciones que repasan toda su carrera. El 29 de diciembre de 2022 el Ayuntamiento de Valencia concede al grupo el premio al Mérito Cultural de Valencia. La gira se prolonga hasta el año 2023 porque debido a la pandemia hubo eventos que no se pudieron celebrar con normalidad. 

#### Cava Chiquilla
En el año del 40 aniversario de la banda, la bodega valenciana Vegalfaro presentó el Cava Chiquilla Rosado Brut Reserva, un nuevo caldo ecológico limitado a 500 botellas. El jueves 17 de noviembre de 2022, en la Sala Jerusalén, se presentó este cava de producción exclusiva. La etiqueta del espumoso fue diseñada por el dibujante y amigo de la banda Paco Roca.

### Concierto Seguridad Social y amigos (2023)
El viernes 3 de marzo de 2023 se celebró, en los Jardines de Viveros (Valencia), un concierto especial en la carrera del grupo. Celebraron los 40 años de carrera en su casa, con un evento diferente. Aparte de los temas habituales versionaros canciones junto con los intérpretes originales.
El evento comenzó a media tarde con el DJ José Coll pinchando temas de los ochenta. Más tarde El Pulpo animó a los asistentes con música de todos los estilos.
Seguridad Social empezó el concierto con: Camisa de once varas, Que no se extinga la llama y Mi rumba tarumba. La primera colaboración fue con Miguel Costas, de Siniestro Total, con quien interpretaron Bailaré sobre tu tumba. Siguieron con Sólo tú eres mi pasión y Acuarela. Javier Ojeda (Danza Invisible) hizo su aparición para cantar Sabor de amor. Siguieron el show con El viajero, antes de que Sole Giménez acompañara a la banda para interpretar Cómo hemos cambiado. Una canción que no faltó a la cita fue Quiero tener tu presencia. Tampoco faltaron Pablo Carbonell (Toreros muertos) y Pepe Begines (No me pises que llevo chanclas) que cantaron como Toreros con chanclas. Otro de los invitados a la fiesta fue Manuel España, de La Guardia, con quien cantaron Mil calles llevan hacia ti, tras lo cual interpretaron Acción. Carlos Segarra, de Los Rebeldes, hizo su aparición para cantar Mediterráneo. Chimo Bayo puso el toque electrónico a la noche con Esta sí, esta no. La mítica Chiquilla dio paso al descanso, que retomó con Soc mediterrani y No verte más a guitarra y voz. El concierto acabó con Comerranas y Un beso y una flor.

### Todo es luz, homenaje a Joaquín Sorolla
Con motivo del centenario de la muerte del pintor Joaquín Sorolla se publicó la canción Todo es luz, en el año Sorolla. Con la canción trataron de transmitir, musicalmente, la luz de Valencia que mostró Sorolla con su pintura. Gracias al tema permitieron poner en el foco los principales lugares de la ciudad que marcaron la obra del pintor. Junto con la fundación Visit València se busca buscó potenciarla ciudad de Valencia como un destino cultural.

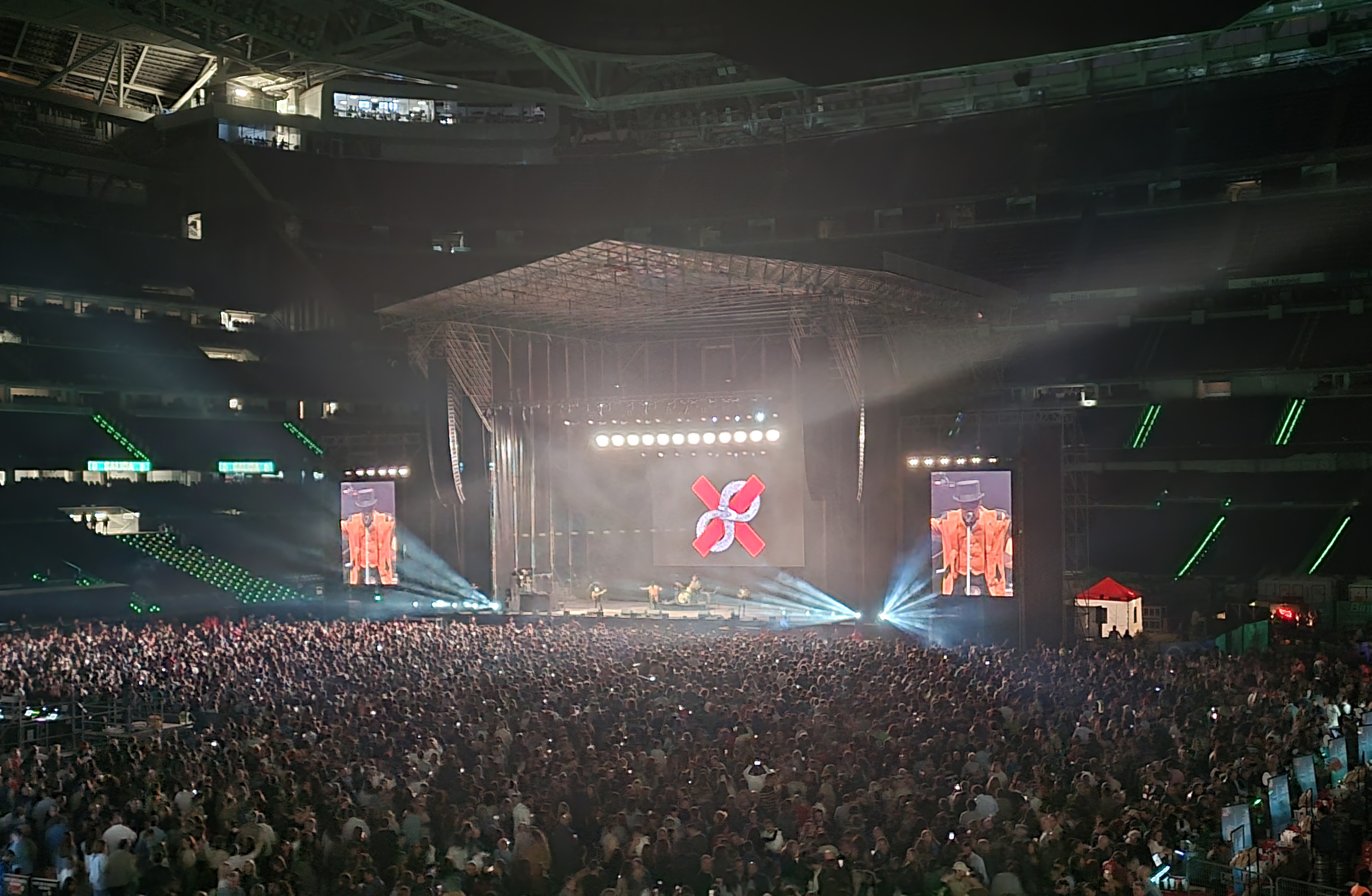
Seguridad Social, en el nuevo Santiago Bernabéu (2024)

### Primer concierto del nuevo Santiago Bernabéu
El día 26 de abril de 2024 se celebró el festival Locos por la música para inaugurar el nuevo estadio Santiago Bernabéu, después de la reforma llevada a cabo desde 2019. Seguridad Social participó como uno de los principales grupos del evento.
La presentación se realizó en la T4 del aeropuerto Adolfo Suárez Madrid-Barajas, realizando un pequeño concierto en la zona de embarque del mismo aeropuerto. José Manuel Casañ interpretó Chiquilla y Quiero tener tu presencia.
El festival empezó a las 5 de la tarde y se alargó durante 7 horas, con cerca de 20 grupos y cantantes, para los 25.000 asistentes. Seguridad Social interpretó 6 canciones: Mi rumba tarumba, Quiero tener tu presencia, Chiquilla, Pa ké me provocas, Comerranas y Un beso y una flor.

## Chiquilla, el musical
El 9 de mayo de 2018 se estrenó el musical Chiquilla, en el Teatro Olympia de Valencia. Escrita por Pedro J Llinares, y producida por Pedro J Llinares y Carmina Nadal, cuenta con Álex Rubio, en la dirección de actores, y el propio José Manuel Casañ, en la supervisión artística. 

En el apartado técnico Eugenio Sanchís y en las visuales Álex Rico. El argumento del musical se desarrolla en un bar de copas, en el que se adentran en los problemas actuales y se tratan temas como el amor y el desamor. A lo largo de toda la función se escuchan 19 canciones de Seguridad Social,desde clásicos hasta temas más recientes, interpretadas en directo por los actores y la banda, formada por guitarra, bajo y batería. 

Los actores que participan en el musical son: Pat Pastor, Paqui Rondán, Samuel Lluch, Nacho Quiñonero, María Ruiz, y Carlos Izquierdo. A 20 días de su estreno, las entradas ya estaban agotadas.
Web del musical

## Seguridad Socialy el fútbol
Seguridad Social siempre han estado ligados al mundo del fútbol, han actuado en la presentación oficial del Valencia C. F. 2005/2006, en la explanada frente al río Manzanares durante la celebración multitudinaria tras la consecución del Mundial de Sudáfrica en 2010, y en Mestalla durante los prolegómenos de la Final de la Copa del Rey de Fútbol 2011.

### Himno del centenario, del Valencia CF.Amunt Valencia, honor y gloria
Al acercarse el centenario del Valencia CF, Seguridad Social sacan Amunt Valencia, honor y gloria, en abril del 2018. En la canción se refleja el sentimiento valencianista de Casañ, heredado por tradición familiar. Se habla de la sensación que se tiene al ver un partido del Valencia, en Mestalla, por primera vez. También se da gran importancia a la gloria, como equipo histórico del fútbol español, y al honor en el deporte.

## Origen del nombreSeguridad Social
El nombre del grupo se remonta a la época en la que se llamaban Paranoicos, con este nombre dieron un par de conciertos. Se presentaron a un concurso de maquetas de la revista Rock Deluxe, compitiendo con una gran cantidad de grupos. Mientras buscaban un nombre que la gente pudiera recordar, una madrugada acabaron en un ambulatorio después de un altercado. Tras barajar como nombre ‘ambulatorio', se decantaron por Seguridad Social. El mismo José Manuel ha reconocido que si llega a saber que el grupo iba a durar tantos años se hubiese pensado mejor el nombre.

## Miembros

### Miembros actuales
- José Manuel Casañ - Voz
- Javi Vela - Guitarra/Coros
- Jorge Molina - Bajo/Coros
- Víctor Traves - Batería/Cajón

### Miembros pasados
- Rafa Villalba - Batería
- Álex Olías - Bajo
- Salva Marí - Batería
- Rafa Montañana - Batería
- Arístides Abreu - Guitarra
- Alberto Tarín - Guitarra
- Ismael Vivó - Batería
- Santiago Serrano - Guitarra
- Tony Palmer - Batería
- Cristóbal Perpinya - Guitarra
- Emilio Docena - Bajo
- Julián Nemesio - Batería
- José Antonio Cuesta - Bajo
- Salva Ortiz - Batería
- Javier Forment - Batería

## Discografía
| Año  | Disco                                              | Tipo          | Videoclips                                                                                   | Sencillos y maxis |
| ---- | -------------------------------------------------- | ------------- | -------------------------------------------------------------------------------------------- | --- |
| 1982 | Konsspiración                                      | Estudio       |                                                                                              | - Eres una estúpida - Comerranas                                                                                           |
| 1984 | En desconcierto                                    | Directo       | - Energía mental                                                                             | - No es fácil ser Dios |
| 1985 | Solo para locos                                    | Estudio       | - Condenado a vivir                                                                          | - Las chicas del mañana |
| 1987 | La explosión de los pastelitos de merengue         | Estudio       |                                                                                              | - El tuerto es el rey |
| 1988 | Vino, tabaco y caramelos                           | Estudio       | - Que te voy a dar                                                                           | - Esto no es una canción - Que te voy a dar                                                                                |
| 1990 | Introglicerina                                     | Estudio       | - Acción                                                                                     | - 1,2,3, mueve los pies - El ritmo de apostar - Acción - Blanca - Jaleo real - Salvaje                                     |
| 1991 | ¡Que no se extinga la llama!                       | Estudio       | - Chiquilla - ¡Ay Tenochtitlán!                                                              | - Chiquilla - ¡Ay Tenochtitlán! - Solo tú - No verte más - ¡Que no se extinga la llama!                                    |
| 1993 | Furia Latina                                       | Estudio       | - Me siento bien - Quiero tener tu presencia                                                 | - Me siento bien - Mi rumba tarumba - El viajero - Quiero tener tu presencia - Mi niña                                     |
| 1994 | Compromiso...                                      | Directo       | - Comerranas - Acción                                                                        | - Acción - Controla tus yo-yos                                                                                             |
| 1994 | ... de amor                                        | Directo       | - María Manuela - Chiquilla                                                                  | - Comerranas - Mi rumba tarumba - Oye como va - María Manuela - Los pingüinos están "helaos" - Chiquilla                   |
| 1995 | Un beso y una flor                                 | Recopilatorio |                                                                                              | |
| 1997 | En la boca del volcán                              | Estudio       | - Corazón sin dirección - Acuarela - Calle el hombre y ladre el perro                        | - Corazón sin dirección - Acuarela - Sentado en la boca del volcán - Un beso y una flor - Calle el hombre y ladre el perro |
| 1999 | Camino vertical                                    | Estudio       | - El ritmo del corazón - Skabanana                                                           | - El ritmo del corazón - Skabanana - Botas de siete leguas                                                                 |
| 2000 | Va por ti                                          | Estudio       |                                                                                              | - Ven sin temor - Codo con codo                                                                                            |
| 2001 | Quiero tener tu presencia y otros éxitos           | Recopilatorio |                                                                                              | |
| 2002 | Grandes éxitos. Gracias por las molestias (CD+DVD) | Recopilatorio | - Muchachachá                                                                                | - Muchachachá |
| 2002 | El viajero (Libro+CD)                              | Recopilatorio |                                                                                              | |
| 2003 | Otros mares                                        | Estudio       | - Calavera - Regálame tu sonrisa, María - Esto no es otra canción de amor desesperado        | - Calavera - Regálame tu sonrisa, María - Esto no es otra canción de amor desesperado                                      |
| 2005 | Puerto escondido                                   | Estudio       | - A tontas y a locas - El mundo                                                              | - A tontas y a locas - El mundo                                                                                            |
| 2007 | 25 años de Rock & Roll (2CDs+DVD)                  | Recopilatorio | - A toro pasao                                                                               | - A toro pasao - El sabio - Quiero tener tu presencia (Versión Mediterránea)                                               |
| 2009 | Clásicos del futuro (2CDs)                         | Estudio       | - A Chi li pú - Gloria                                                                       | - A Chi li pú - Gloria |
| 2011 | El mundo al día en 80 vueltas                      | Estudio       | - Poco que me das - Mar de fondo                                                             | - Poco que me das - Mar de fondo                                                                                           |
| 2013 | ...por siempre jamás (CD+DVD)                      | Directo       | - Chiquilla (con Enrique Bunbury y Raimundo Amador) - Camisa de once varas (con Carlos Goñi) | - Chiquilla (con Enrique Bunbury y Raimundo Amador)                                                                        |
| 2017 | La encrucijada (Libro + CD)                        | Estudio       |                                                                                              | |

## Colaboraciones con otros artistas
- Eres especial (Los Rebeldes)
- Toma mi vida (Modestia Aparte)
- Volverás (Iguana Tango)
- Fuera de Lugar (Revólver)
- La invasión de las ladillas enfuresidas (Mojinos Escozíos)
- Lágrimas de fuego (Carlos Goñi, Alejandro Parreño, Francisco, Lydia, Jorge Martí, Gisela Renes, Miquel Gil, Sarah Rope, Roberto "El Gato", José Manuel Marqués)
- El gran premio final (Los Radiadores)

## Colaboraciones en otros discos
- Salta! (Mucho Tequila)
- La locura de vivir (Aquí y ahora)
- Devuélveme a mi chica (Voy a pasármelo bien: un tributo a Hombres G)
- Nos vemos en el Mediatic (Himno oficial del Mediatic Festival)
- Cenicienta (Versión imposible 2)
- Sigue estando Dios de nuestro lado (Partiendo De Cero: El Homenaje a 091)
- El rock de una noche de verano (Bienvenidos: un tributo a Miguel Ríos)
- Mi tierra (40 años con Nino)
- Solo (Solo en Busca de un Lugar, tributo a Los Estómagos, Uruguay, 2021)

## Colaboraciones con otros medios
- La encrucijada. Cómic en colaboración con Paco Roca.